# 배 (성씨)
배(裵)씨는 한국의 성씨이다. 2015년 대한민국 통계청 인구 조사에서 400,641명으로 조사되어, 한국 성씨 인구 순위 26위이다.

## 기원
한국 배씨(裵氏)의 기원은 크게 두 계통이 있다.
- 진한 개국 설화에 의하면, 사로 6촌(斯盧六村) 중 금산가리촌(金山加利村) 촌장 지타(祗陀, 只他)는 다른 6부 촌장들과 함께 혁거세를 신라 초대 왕으로 추대하였다. 32년 신라 유리왕은 금산가리촌(金山加利村) 가리부(加利部)를 한지부(漢祗部)로 고치고 배(裵)씨 성을 사성하였다. 정사(正史)에 처음 등장하는 배씨는 신라 성덕왕 때의 상대등(上大等) 배부(裵賦)이며, 희강왕 때의 아찬(阿飡) 배훤백(裵萱伯)의 기록과, 정강왕 때의 현령(縣令) 배영숭(裵零崇)의 사적이 확인되나, 그 후손의 기록은 전해지지 않는다.
- 배현경(裵玄慶)의 처음 이름은 백옥(白玉) 또는 백옥삼(白玉衫)으로 성씨가 없었으나, 고려 태조 왕건에게 배씨 성을 사성받았다. 벼슬이 대광(大匡)에 이르렀고, 신숭겸(申崇謙)·홍유(洪儒)·복지겸(卜智謙)과 함께 고려 개국공신 1등에 책록되었다. 시호는 무열(武烈)이다.

## 본관
- 경주 배씨(慶州裵氏) 시조 배현경(裵玄慶)은 고려 태조 왕건(王建)을 옹립하는데 큰 공을 세워 개국일등공신(開國一等功臣)에 오르고 대광(大匡)을 역임하였으며, 배씨 성을 사성받았다. 조선시대 인물인 배충과(裵忠果)를 중시조로 삼으며, 배충과는 의술(醫術)에 능하여 조선 중종 때 의서습독관(醫書習讀官)에 제수되었으며, 경주처사(慶州處士)의 호(號)가 내려졌다. 2015년 인구는 12,118명이다.
- 성주 배씨(星州裵氏) 시조 배위준(裵位俊)(무열공 8세손)은 고려시대에 삼중대광(三重大匡) 벽상공신(壁上功臣)에 올랐다. 그의 5세손 배인경(裵仁敬)이 고려 충선왕 때 추밀원사(樞密院使)를 역임하고, 충숙왕 때 흥안부원군(興安府院君)에 봉해졌다. 11세손 배극렴(裵克廉)은 조선의 개국공신이 되어 성산백(星山伯)에 봉해졌다. 2015년 인구는 성주 배씨 83,620명, 성산 배씨(星山裵氏) 65,052명이다.
- 분성 배씨(盆城裵氏) 시조  배원룡(裵元龍)(무열공 6세손)은 도병마사(都兵馬使) 및 평장사(平章事) 등을 역임하고, 고려 우왕 때 분성군(盆城君)에 봉해졌다. 2015년 인구는 분성 배씨 48,427명, 김해 배씨 53,222명이다.
- 대구 배씨(大邱裵氏) 시조는 고려 중엽 달성군(達城軍)에 추증된 배운룡(裵雲龍)(무열공 6세손)이다. 그의 8세손인 배정지(裵廷芝)가 고려조에 밀직부사(密直副使)에 올랐다. 배정지의 둘째 아들 배천경(裵天慶)이 1354년(공민왕 3)에 달성군(達城君)에 봉해지고, 1358년(공민왕 7년)에 판추밀원사(判樞密院事)를 거쳐 동경윤(東京尹)을 역임하였다. 2015년 인구는 대구 배씨 38,589명, 달성 배씨 39,353명이다.
- 흥해 배씨(興海裵氏) 시조 배경분(裵景分)(무열공 7세손)은 고려시대에 겸교장군(檢校將軍)을 역임했다. 그의 6세손 배전(裵詮)이 고려 충혜왕 때 호군(護軍)을 거쳐 군부판서(軍簿判書)로 조적(曺頔)의 난 때 왕을 호종하여 익대좌명공신(翊戴佐命功臣) 삼중대광첨의평리(三重大匡僉議評理)에 책록되고 흥해군(興海君)에 봉해졌다. 2015년 인구는 34,259명이다.
- 곤양 배씨(昆陽裵氏) 시조 배맹달(裵孟達)(달성군 13세손)은 조선 세조 13년(1467년) 이시애(李施愛)의 난을 토벌하는데 공을 세워 적개공신(敵愾功臣) 2등에 서훈되고, 가정대부(嘉靖大夫) 행 호분위 상호군(行虎賁衛上護軍)에 올랐으며, 곤산군(昆山君)에 봉해졌다. 2015년 인구는 곤양 배씨 7,546명, 곤산 배씨 1,556명이다.
- 함흥 배씨(咸興裵氏) 시조 배덕수(裵德秀)는 조선시대에 교서관(校書館) 박사(博士)를 역임하였다.
- 화순 배씨(和順裵氏) 시조 배련(裵練)은 고려시대에 국자감(國子監) 진사(進士)가 되었다.
- 협계 배씨(俠溪裵氏) 시조 배진(裵縉)은 고려시대에 합문사인(閤門舍人)을 역임하였다.
- 남해 배씨(南海裵氏) 시조 배순(裵循)은 조선 성종 때 가선대부(嘉善大夫) 경기감사(京畿監査)를 역임하였다.

## 인물

### 역사 인물
- 지타
- 배현경
- 배중손
- 배정지
- 배극렴
- 배흥립
- 배설

### 현대 인물
- 기업인: 배상면, 배순훈, 배흥준, 배찬병, 배해동, 배호원, 배선령, 배수곤, 배종렬, 배동조, 배영호, 배정현, 배성로, 배영환, 배도, 배대성, 배대환, 배혜정, 배중호, 배광우, 배윤성, 배재경, 배일동
- 공직인: 배중혁, 배헌, 배상연, 배성기, 배성룡, 배길도, 배명국, 배기선, 배종무, 배일도, 배의환, 배명인, 배영식, 배성기, 배은희, 배국환, 배성동, 배길랑, 배덕광, 배종신, 배창규, 배성범, 배상윤, 배수강
- 교육인: 배상명, 배길기, 배명진, 배경훈, 배상훈, 배상욱, 배일환, 배성근, 배병삼, 배영자, 배대식, 배기범, 배재환, 배진영, 배상혁
- 배우: 배용준, 배두나, 배종옥, 배도환, 배누리, 배슬기, 배그린, 배성우, 배유람, 배민희, 배영선, 배민수, 배민정, 배수빈, 배소은, 배세라, 배영준, 배강유
- 가수: 배호, 배철수, 배수지, 배다해, 배기성, 배성우, 배주현, 배유빈, 배진예, 배우희, 배소민, 배수정, 배성연, 배성, 배인혁, 배영준, 배제욱, 배재원, 배지연, 배진영
- 운동선수: 배영수, 배상문, 배영섭, 배힘찬, 배유나, 배연주, 배장호, 배기종, 배민희, 배은혜, 배슬기, 배천석, 배효성, 배재준, 배경은, 배선우, 배홍희, 배재환, 배진홍, 배정민
- 희극 배우: 배삼룡, 배일집, 배영만, 배동성
- 아나운서: 배기완, 배성재, 배현진, 배지현, 배수경, 배수연, 배소윤
- 성우: 배한성, 배정미, 배정민, 배진홍, 배주영, 배영규
- 만화가: 배금택, 배진수, 배철완
- 프로게이머: 배병우, 배재민, 배성웅, 배어진, 배준식
- 모델: 배정남, 배성희, 배윤영, 배혜령, 배수현, 배선영
- 영화 감독: 배창호, 배원세
- 음악가: 배재철, 배장흠, 배상재, 배상원, 배장은
- 뮤지컬 배우: 배해선, 배수현, 배은빈, 배정민
- 무용가: 배민우

## 중국의 배(裴)성
한국의 배씨는 조선 중기부터 裵자를 사용해 오고 있지만, 중국에서는 한자 裴자를 사용한다.
중국의 배(중국어: 裴, 병음: Péi 페이[*])씨는 중국 고대 전설상의 인물 백익(伯益)의 후예로 영성(嬴姓) 계통이며 비자(非子)의 12대손인 진환공(秦桓公)의 아들〔子〕 후자침(后子鍼)을 시조로 삼는다.
중국 중세의 저명한 문벌 귀족 중 하나로, 하동 배씨(河東裴氏)로 시칭(時稱)되었다. 배씨는 진(秦), 한(漢)의 고대부터 기반을 닦아, 위(魏), 진(晉)을 거쳐 수(隋), 당(唐) 때 이르러 전성기를 누렸다. 청(淸)나라 때 편찬한 《배씨세보》(裴氏世譜)에 따르면, 배씨는 중국역사상 재상 59명, 대장군 59명, 중서시랑 14명, 상서 55명, 시랑 44명, 상시 11명, 어사 10명, 절도사, 관찰사, 방어사 25명, 자사 211명, 태수 77명을 배출했다. 그리고 작위가 공(公)이 89명, 후(候)가 33명, 백(伯)이 11명, 자(子)가 18명, 남(男)이 13명이었다. 황실과의 인척관계를 보면, 황후가 3명, 태자비가 4명, 왕비가 2명, 부마가 21명, 공주가 20명이었다. 정사에 전(傳)을 남기거나 열거된 자가 600여명에 이르고, 7품 이상의 관리들만 3,000여 명에 달하였다.

### 중국 인물
- 배송지
- 배잠
- 배무
- 배수
- 배구

### 표기
후한 허신(許愼)의 《설문해자》(說文解字)를 근거하면 고래의 자전에서 "裵"자가 본래의 글자라고 소개되어 있다.
裵가 본자(本字)이고 裴가 변형자인데 다만 중국에서는 이해가 쉬운 裴를 정자로 쓰고 있고, 한국에서는 원래대로 裵를 정자로 쓴다.
고대의 전서는 물론 해서체가 아닌 특히 필기의 행서 초서에서는 裵의 글꼴로 써오거나 함께 쓰여 왔다.

## 베트남의 배씨
베트남의 배(베트남어: Bùi뿌이 / 裴)씨는 베트남 성씨 인구 순위 9위로 한국, 중국에 비해 순위권에 드는 성씨이다.

## 같이 보기
- 한국의 성씨와 이름